# تقنية سيلدينغر

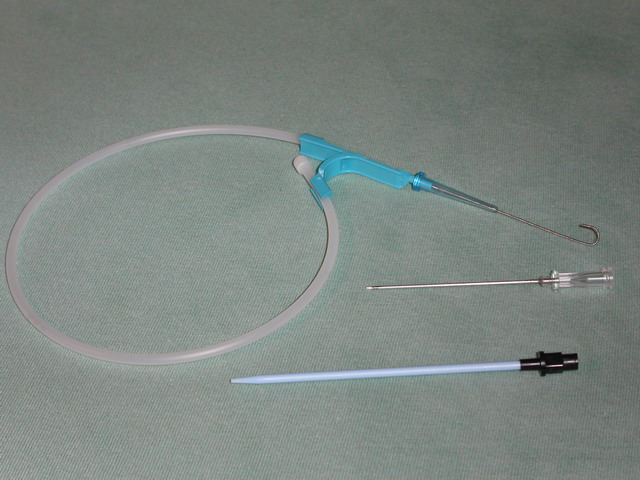
مجموعة من المعدات لأداء تقنية سيلدينغر

تقنية سيلدينغر (بالإنجليزية: Seldinger technique)‏ والمعروفة أيضًا باسم تقنية سلك سيلدينغر (بالإنجليزية: Seldinger wire technique)‏، هو إجراء طبي للوصول الآمن إلى الأوعية الدموية والأعضاء الأخرى المجوفة، وسمي أيضًا ببزل الأوعية عن طريق الجلد، سمي على اسم الدكتور سفين إيفار سيلدينجر (1921-1998)، وهو أخصائي أشعة سويدي قدم الإجراء في عام 1953.

## الاستخدامات
تستخدم تقنية سيلدينغر لتصوير الأوعية الدموية وإدخال أنبوب الصدر والقسطرة الوريدية المركزية، وإدخال أنابيب بيغ باستخدام تقنية الدفع، وإدخال أقطاب لجهاز تنظيم ضربات القلب الاصطناعي أو مزيل الرجفان القلبي المزروع، والعديد من الإجراءات الطبية التداخلية الأخرى، و قسطرة الوعاء الدموي.

## المضاعفات
الثقب الأولي بأداة حادة، وهذا قد يؤدي إلى نزيف أو ثقب في الأعضاء القريبة وهذا في محل شك، العدوى هي أحد المضاعفات المحتملة، ومن هذا المنطلق تُمارس عملية التعقيم أثناء معظم إجراءات سيلدينغر، يعد فقدان سلك التوجيه في التجويف أو الأوعية الدموية من المضاعفات الهامة وبشكل عام يمكن منع حصول هذه المضاعفات.

## الوصف
يتم ثقب الوعاء المرغوب فيه أو التجويف بإبرة جوفاء حادة، مع توجيه الموجات فوق الصوتية إذا لزم الأمر، يتم بعد ذلك تقديم وإدخال السلك التوجيهي الرأس المدور من خلال تجويف الإبرة، ويتم سحب الإبرة، يمكن الآن تمرير قنية غمدية أو حادة فوق سلك التوجيه إلى التجويف أو الوعاء، بدلاً من ذلك، يتم تمرير أنابيب التصريف عبر سلك التوجيه (كما في مصارف الصدر أو فغر الكلى)، بعد اجتياز الغمد أو أنبوب ، يتم سحب سلك التوجيه.
يمكن استخدام مقدمة الغمد لإدخال القثطار أو غيرها من الأجهزة لأداء إجراءات داخلية في التجاويف (داخل الأعضاء المجوفة)، مثل رأب الأوعية، يمكن استخدام التنظير الفلوري لتأكيد موضع القثطار وللمناورة في المكان المطلوب، يمكن استخدام الحقن الإشعاعي لتصور الأعضاء، قد يتم تنفيذ الإجراءات التداخلية، مثل الاستئصال القسطري أو رأب الأوعية الدموية أو الانصمام أو الخزعة.
عند الانتهاء من الإجراء المطلوب، يتم سحب غمد، في حالات معينة، يمكن استخدام جهاز إحكام إغلاق لإغلاق الفتحة التي تم إجراؤها بواسطة الإجراء.

الخطوة 1
الخطوة 2
الخطوة 3
الخطوة 4
الخطوة 5
الخطوة 6

التقنية المعدلة، تعرف باسم تقنية سيلدينغر المعجلة، حيث يتم إدخال الإبرة، سلك التوجيه، الموسع، والغمد كوحدة واحدة.

## التاريخ
قبل وصف تقنية سيلدينغر، تم استخدام مبزلة (بالإنجليزية: Trocar)‏ حادة لإنشاء تجويف من خلالها يمكن تمرير الأجهزة، وكان يزيد من معدل المضاعفات.
ومع ذلك، مع إدخال تقنية سيلدينغر، أصبح تصوير الأوعية إجراءً خالٍ من المخاطر نسبيًا، وازدهر مجال الأشعة التداخلية.
بناءً على أعمال سيلدينغر، قام كل من تشارلز دوتر وأندرياس جرونزيج بتطوير رأب الأوعية.

## روابط خارجية
- Flash animation of the Seldinger technique (FRCA.co.uk)
- Higgs، ZC؛ Macafee، DA؛ Braithwaite، BD؛ Maxwell-Armstrong، CA (NaN undefined NaN). "The Seldinger technique: 50 years on". Lancet. ج. 366 ع. 9494: 1407–9. DOI:10.1016/S0140-6736(05)66878-X. PMID:16226619. {{استشهاد بدورية محكمة}}: تحقق من التاريخ في: |تاريخ= (مساعدة)